# 圆通速递
圆通速递全称圆通速递股份有限公司（上交所：600233），又被称为“圆通”，是中国大陆的一家主流民营快递企业，成立于2000年5月28日。

## 公司规模
截至2019年底，圆通全网拥有分公司4000多家，服务网点和终端门店7万多个，各类转运中心133个，员工40万余人，快递服务网络覆盖全中华人民共和国31个省、自治区和直辖市，县级以上城市已基本实现全覆盖。圆通国际网络已覆盖4大洲、150多个国家和地区，拥有自建站点50多个，海外网络代理点突破1000家。

## 公司历史
2009年5月5日，澳门圆通成立，2009年5月20日，香港圆通成立。2010年，圆通完成集团公司组建，原上海圆通速递有限公司、上海圆通物流有限公司、上海圆通新龙电子商务有限公司和上海圆通国际货物运输代理有限公司经国家邮政局批准，组建为上海圆通速递物流（集团）有限公司，亦成为中国快递协会副会长单位。
2016年1月，圆通速递披露借壳大杨创世。3月23日大楊創世（600233）以每股7.72元向圓通速遞全體股東非公開發行合計22.67億股，作價175億元收購圓通速遞100%股權，重組完成後，蛟龍集團將成為上市公司的控股股東，圓通速遞將成為上市公司的全資子公司。2016年10月20日，圆通速递股份有限公司正式登陆A股，成为中国快递行业首家上市公司。
2020年7月，圆通速递有限公司河北省区内部员工与外部不法分子勾结，利用员工账号和第三方非法工具窃取运单信息，导致40万条个人信息泄露，相关犯罪嫌疑人于9月被捕。同年11月16日起，中国大陆境内多家媒体刊载相关报道，“圆通内鬼租售账号导致40万条个人信息及四万三千条敏感信息泄露”等相关话题引发网民热议。11月17日，圆通回应称系公司风控系统主动发现异常并报案，案涉4万余条敏感信息。11月19日，上海市网信办网安处会同青浦区网信办、青浦公安分局、区商务委、区邮政管理局约谈了圆通公司。并责令要求圆通公司认真处理员工违法违纪事件，做到信息对称、及时公开、正面应对，加快建立快递运单数据的管理制度。
2023年11月22日，圆通速递公告称，公司董事兼副总裁张益忠因短线交易公司股票被中国证监会立案调查。

## 相关
- 2013年中国快递污染事件